# آندره لوئیز موریرا
آندره لوئیز موریرا (به پرتغالی: André Luiz Moreira) هافبک اهل برزیل است که در شهر سائوپائولو و در تاریخ ۱۴ نوامبر ۱۹۷۴ به دنیا آمده‌است.
آندره لوئیز موریرا در تیم‌های فوتبال سائوپائولو سابقهٔ حضور دارد.